# 美雪ありす
美雪 ありす（みゆき ありす、1987年4月25日 - ）は、日本の元AV女優。Fantasista所属。

## 経歴

### AVデビュー前
地元の北海道で5年間モデルとして活動していた。3年半の情報番組へのレギュラー出演や「白い恋人」などのCM出演、企業広告のポスターのモデルなどをしていた。

### AVデビュー
2010年12月にアリスJAPANより『White Love』でAVデビュー。アリスJAPANが社名である「アリス」の名を持つ女優を専属にしたのは初めてのこと。2012年11月、アイデアポケットに移籍した。
2014年、森田剛と一緒のところを、週刊誌に撮られた。
2015年7月31日、自身のブログで引退を発表。

## 出演作品

### アダルトビデオ
2010年
アリスJAPAN専属期間
- White Love（12月10日）

2011年
- TVタレント美雪ありすをアクメで鍛えるSEXトレーニング（1月14日）
- 本能を呼び覚ます濃厚なる4つのSEX（2月11日）
- 現役TVタレント撮影会（3月11日)
- 女尻（4月8日）
- 出会って4秒で合体（5月13日）
- 終わらないお掃除フェラ（6月10日）
- アリスJAPAN専属女優 美雪ありすの超高級ソープ!（7月8日）
- 会心の一撃顔射（8月12日）
- 憧れの競泳水着インストラクター（9月9日）
- 姉が裸族でガマンできない（10月14日）
- 女医が教える本当に気持ちのいいセックス（10月25日、ブックマン社）共演：七海なな、鈴木一徹、月野帯人[9]ISBN 978-4893087591　[リンク切れ]
- 汗だく汁まみれ性交（11月11日）
- キミの家に、美雪ありすを派遣します。（12月9日）

2012年
- ありすとイク! 早漏改善合宿（1月13日）
- 筆おろしの湯 ～童貞専門お風呂屋さん～（2月10日）
- 美脚なでしこ（3月9日、アリスJAPAN）
- あなただけ見つめて 〜24時間エロづくしデート〜（4月13日）
- 性格良し子ちゃんのいる風俗店（5月11日）
- 出会って4秒で合体アゲイン（6月8日）
- 美雪ありす デビュー作からのセックスすべて見せます（8月10日）

アイデアポケット専属期間
- FIRST IDEAPOCKET（11月1日）
- 美雪ありすの濃厚な接吻とSEX（12月1日）

2013年
- ありす先生の誘惑授業（1月1日）
- BEAUTY VENUS4（2月1日）共演：前田かおり、並木優
- 僕とありすの甘～い性活（3月1日）
- Real X（3月29日、彩文館出版）※イメージ作品
- 見つめ合って感じ合う情熱SEX（4月1日）
- 世界最高級ソープへようこそ（5月1日）
- 究極の尻フェチマニアックス（6月1日）
- 秘密女捜査官（7月1日）
- 感汁女 解放された性欲（8月1日）
- いきなりSEX えっ？今ここでですか?（9月1日）
- 夫の目の前で犯されて（10月1日）
- 美雪ありす SWEETBOX 8時間（11月1日）
- DIGITAL CHANNEL DC111（12月1日）

2014年
- 彼女の姉貴とイケナイ関係（1月1日）
- 犯された美人過ぎる女教師（2月1日）
- 美脚RQの甘い誘惑（3月1日）
- 快感スパイラル ありすをイカせてイカせてイカせまくり!（4月1日）
- ゴージャスオナニーサポート（5月1日）
- 僕の女上司がエロすぎて困ってます（嬉）（6月1日）
- デリバリーSEX アナタの自宅に美雪ありすをお届けします（7月1日）
- 蜜月不倫旅行 最後の夜と最初の夜（8月1日）
- 頼めば抜いてくれるメンズエステのお姉さん（9月1日）
- アナタの上司に犯されて感じてしまった私…（10月1日）
- タイトスカート 痴女医の淫らな誘惑（11月1日）
- 美雪ありす PREMIUM BOX 8時間（12月1日）

2015年
- ランジェリーナ 魅惑の濃密下着性交 美雪ありす（1月1日）
- ハメられた新人看護師 汚された純真白衣（2月1日）
- ひとつ屋根の下でファンと24時間お泊りSEX（3月1日）
- ぶっかけ大乱交（4月1日）
- 美人訪問販売員の枕営業 私が売上げNo.1の秘密を教えてあげます（5月1日）
- ゴージャステクニシャン 貸切スイートルーム （6月1日）
- あばずれ番外地 愛なんていらない…最高の快楽をワタシにちょうだい。（7月1日）共演：横山みれい、水沢みゆ
- 僕とジェシカとありすの甘すぎる同棲性活（8月1日）共演：希崎ジェシカ
- 美雪ありすPERFECT BOX 8時間（11月1日）
- 美雪ありす 180分本指名 極上風俗4本番＋ピンサロ（12月1日）

### 写真集
- White Love（2011年1月21日、双葉社、撮影：横山こうじ）ISBN 978-4575302875
- ぼくの彼女（2012年12月25日、彩文館出版、撮影：細井智燿）ISBN 978-4-7756-0529-5

### Web写真集
- Brand New ガールフレンド 美雪ありす XCITY（2011年3月15日、撮影：斉木弘吉）

### オリジナルビデオ
- テキ屋ガールズ（2011年5月20日、GPミュージアムソフト） - 風祭藍 役

## 出演

### テレビ出演
- ビートたけしのもう1回だけヤラせてTV（2010年12月28日、TBS）
- 桃のささやき #19（2011年3月16日初回放送、MONDO TV）
- 胸キュン!アリスたーず（2011年10月16日、2012年1月19日、2月16日、エンタ!371）‐アリスたーずとして

## 写真集
- 美雪ありす写真集　White Love（2011年1月19日、双葉社、撮影：横山こうじ）
- 美雪ありす写真集　ぼくの彼女（2012年12月20日、彩文館出版、撮影：細井智燿）